# Giro do cíngulo

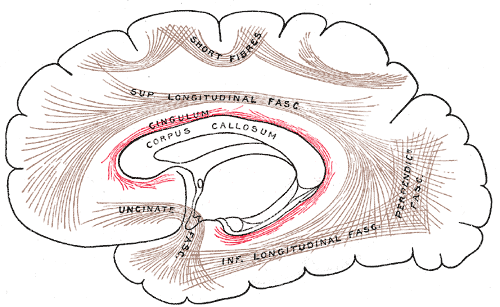

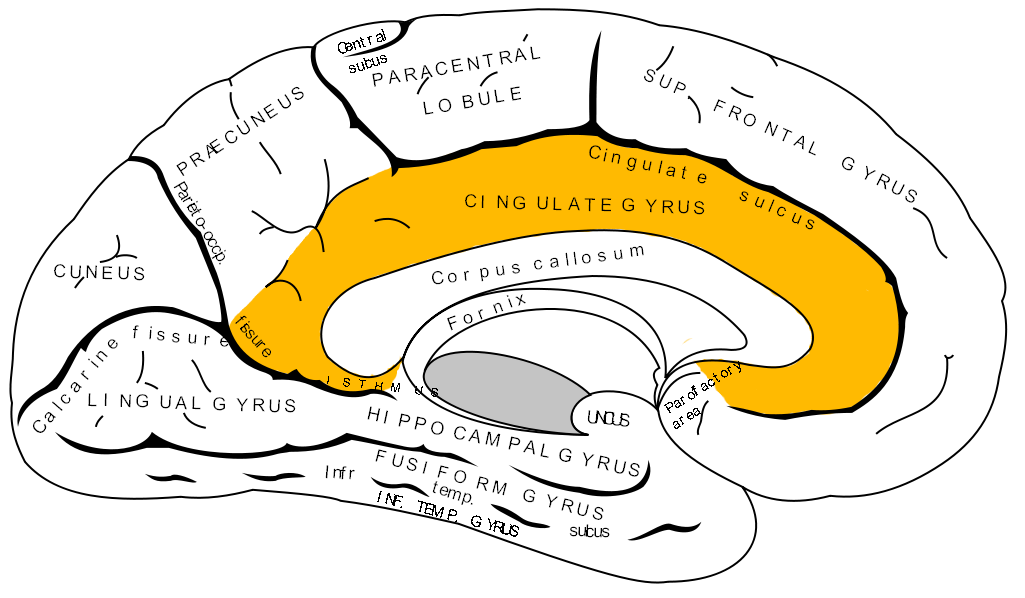
Superfície medial do hemisfério cerebral esquerdo.

Giro do cíngulo ou supracaloso é um aglomerado de fibras de substância branca em formato de C com axônios fazendo comunicação entre o sistema límbico(controle mais emocional) e o córtex(controle mais racional). Tem funções na evocação de memórias e na aprendizagem.

## Estrutura
Os neurônios do cíngulo recebem fibras aferentes a partir das partes do tálamo que estão relacionadas com o trato espinotalâmico.

## Função
Sua posição central reflete sua função de conexão entre partes importantes, sendo importante no aprendizado por reforço e punição (condicionamento).

## Patologias
Danos a essa área podem resultar em diversos transtornos do humor e de aprendizagem. A seção posterior está mais relacionada às funções cognitivas como atenção, memória visual, memória de trabalho e memória episódica. Seu menor funcionamento (hipoativação) está associado a ansiedade, agressividade e apatia. Sua degeneração é comum em demências associadas com idade avançada como doença de Alzheimer.

## Cingulotomia
É possível através de um corte cirúrgico de ambos feixes laterais desse giro para interromper a comunicação neural do circuito de Papez, reduzir o nível de depressão nervosa e de ansiedade preexistentes. Pode ajudar no tratamento de TOC, de dependência química e de dor crônica. Em animais, o corte (secção) de parte do cíngulo pode ajudar na sua domesticação.